# NGC 513
NGC 513 je spirální galaxie a Seyfertova galaxie v souhvězdí Andromedy. Její zdánlivá jasnost je 12,9m a úhlová velikost 0,7′ × 0,3′. Je vzdálená 268 milionů světelných let, průměr má 70 000 světelných let. Galaxii objevil 17. září 1784 William Herschel.

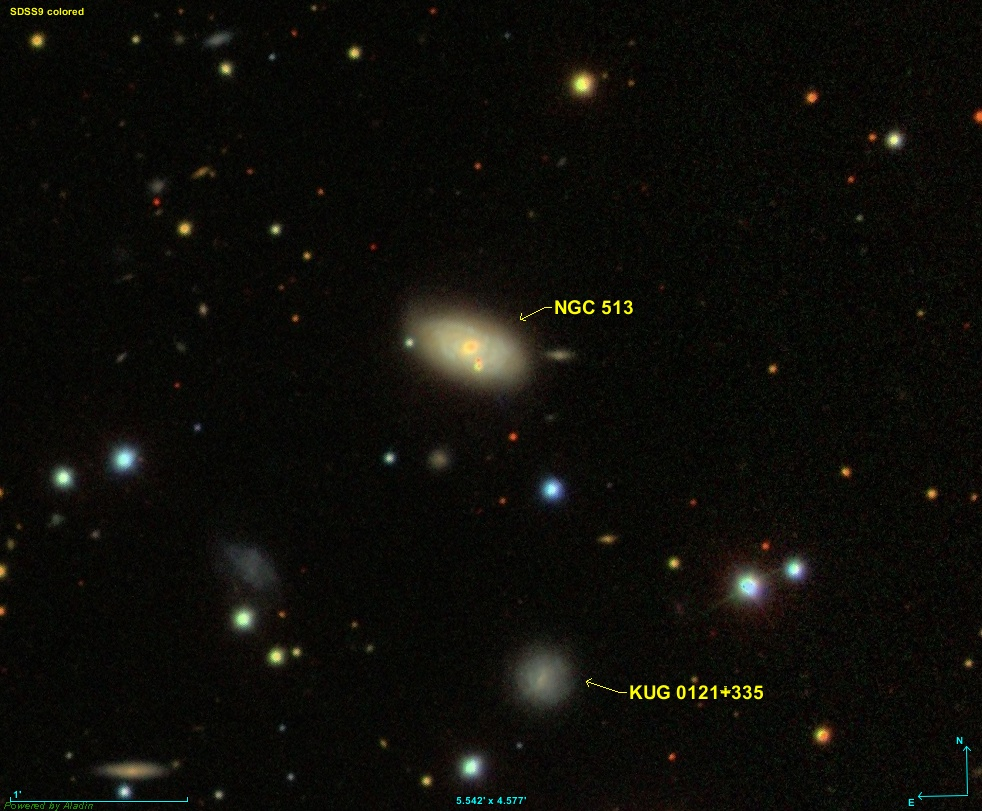
NGC 513 (SDSS)